# Cubic IDE
Cubic IDE ist eine modulare Entwicklungsumgebung (IDE) für AmigaOS und MorphOS mit dem Schwerpunkt C/C++. Compilerintegration ist verfügbar für verschiedene populäre Compiler auf den unterstützten Plattformen, unter anderem GCC, vbcc und SAS/C. Freie Compiler für AmigaOS3, PowerUP, WarpOS und MorphOS sind enthalten und in die Entwicklungsumgebung integriert.
Der zentrale Bestandteil von CubicIDE ist der Editor GoldED, der Entwickler mit speziellen Funktionen unterstützt: Falten, Syntaxhervorhebung für verschiedene Programmiersprachen, Symbol-Browser, Projekt-Explorer, Installations-Assistent, Makefile-Erzeugung, Dialoge zum Setzen von Compileroptionen, automatische Vervollständigung von OS-Symbolen sowie klickbare Compilerausgaben (Sprung zum Fehler).

## Versionen
- GoldED Studio AIX (obsolet)
- morphed ist eine Variante von GoldED Studio 6 für MorphOS
- microgolded